# Alessandro Donati (jesuita)
Alessandro Donati (Siena, 1584, Roma, 25 de abril de 1640) fue un jesuita, escritor e historiador italiano.

## Vida
Entrado en la Compañía de Jesús, estudió (1601-1613) las humanidades, filosofía y teología en el Collegio Romano Enseñó retórica en el colegio de Siena (1613-1615) y en el Collegio Romano desde 1615 hasta su muerte. Alcanzó fama de latinista consumado y poeta exquisito. Su obra principal, Ars poetica (cinco ediciones de 1631 a 1708), una iniciación a la composición poética, es un ejemplo típico del gusto barroco moderado. Su tragedia, Svevia, es significativa por ser la primera vez que el teatro jesuítico presenta un tema profano; su argumento está sacado de la historia medieval. Otra obra que se hizo popular fue su guía descriptiva de la Roma monumental (seis ediciones de 1629 a 1725), en la que se llama la atención sobre la restauración de monumentos antiguos, llevada a cabo bajo dirección pontificia.

## Obras
- Carmina (Roma, 1625).
- Svevia, tragoedia (Roma, 1629).
- Ars poetica, sive institutiones artis poeticae (Roma, 1631).
- Roma vetus ac recens utriusque aedificiis expositis (Roma, 1638).
- Constantinus Romae liberator, poema heroicum (Roma, 1640).